# Isla Estrella del Norte
La isla Estrella del Norte (del inglés: Northstar Island) es una isla artificial en el mar de Beaufort, a 12 km del noroeste de la bahía de Prudhoe y a 9,7 km al norte de la costa septentrional de Alaska. La isla fue creada para realizar trabajos de perforaciones y extracciones de petróleo.
Esta isla fue la primera en realizar operaciones de perforación en el mar de Beaufort. El petróleo es transportado por el Sistema de oleoducto Trans-Alaska. Posteriormente, las construcciones en la isla continuaron en 2000 y 2001; los suministros y los materiales eran transportados por barcazas.
Durante el primer invierno de la construcción, más de 700 000 metros cúbicos de grava fueron traídos a la isla. Los trabajadores tuvieron que realizar labores en el fondo del mar, para ello, necesitaron cortar bloques de hielo y sacarlos con grúas. Cuando la construcción se terminó, todo el proyecto de la Isla Estrella del Norte —incluyendo las tuberías— tuvo un costo aproximado de 686 000 000 dólares. Inmediatamente comenzó a producir. Las operaciones comenzaron el 31 de octubre de 2001 y llegaron a obtener 50 000 barriles por día. En junio de 2003 la producción aumentó logrando obtener 70 000 barriles de crudo. Actualmente el 98% del proyecto está liderado por la compañía British Petroleum (BP), el resto es controlado por Murphy Oil Co.